# Нада Мартиновић
Нада Мартиновић (Шабац, 11. август 1967) српска је и америчка музичка педагошкиња, диригенткиња и научница из Кливленда, Охајо.

## Биографија
У родном Шапцу је стекла основно и средње образовање, упоредо похађавши нижу и средњу музичку школу – одсек клавир, названу по композитору и диригенту Михаилу Вукдраговићу. Даље се усавршавала на београдском Факултету музичке уметности – одсек за општу музичку педагогију, добивши звање професора. Након дипломирања се враћа у Шабац и ради као професор клавира и солфеђа. Годину дана потом обнавља рад музичког забавишта, а са средњошколцима осваја прво место на такмичењу Музичке омладине. За време југословенских ратова, са још четворо колега, отвара прву шабачку приватну музичку школу.
По исељењу у Сједињене Америчке Државе 1997, наставља са усавршавањем свог образовања, те магистрира у области музичке педагогије и раног дечјег развоја на Државном универзитету у Кливленду и докторира истражујући повезаност покрета, памћења и музичке когниције на Државном универзитету „Kент” у Кенту. Резултате научног рада презентовала је на многим скуповима, укључујући и конференције Међународног друштва за музичко образовање у Копенхагену и у Порто Алегреу и Бразилији. Имала је част и да буде део истраживачког тима „National Children’s Study”, анализирајући утицај средине на здравље најмлађих.
Била је власник, издавач и оперативни директор часописа „The Women’s Journal” и радила је као стручњак за партнерство при Министарству трговине САД. Данас је професор музике на Државном универзитету „Kент”, директор Фестивала српског филма у Kливленду (Cleveland Serbian Film Festival) и оснивач и руководилац непрофитне организације „Српска баштина” (Serbian Heritage Project), коју је установила 2014. године у сарадњи са кливлендском културном институцијом „Western Reserve Historical Society” са циљем стварања архиве српске популације у североисточном Охају.
Агилан је члан српске заједнице у Охају, са тенденцијом очувања и промоције матичне културе и традиције и ван заједнице. У српској школи предаје музику и српски језик, а од 2013. до 2018. је у Кливлендском музеју уметности представљала Србију на Интернационални дан етничких заједница. Члан је и оснивачког одбора и представник српске заједнице у Источновропском конгресу Охаја, члан и потпредседник Савета међународне заједнице – Светске интеркултурне мреже (ICC-WIN), члан организације „Global Cleveland” и представник за Охајо Теслине научне фондације из Филаделфије. Диригент је Дечјег хора „Свети Сава”, који је основала 2002, а од 2018. и Српског мушког хора „Косово” из Кливленда. Такође, 2019. јој је поверена функција координатора и уметничког директора у Српској културној башти током фестивала „Дан јединственог света” (One World Day). Аутор је бројних изложби, предавања и културних манифестација.

### Дечји хор „Свети Сава”
Нада Мартиновић је Дечји хор „Свети Сава” основала 2002. на темељима искуства деценијског рада у музичкој школи у Србији. У њему певају деца из обе српске цркве у Кливленду, углавном рођена у Америци, и кроз песму уче језик предака. Овај хор је под Надиним вођством наступио на Државном универзитету „Кент” 2014. и 2016, Кливлендском музеју уметности 2014, 2015. и 2019, Колеџу заједнице у Кајахоги 2015. и обележио јубиларни седамдесети фестивал „Дан јединственог света” 2015. у Српској културној башти оригиналним перформансом „Музицирање” (Children Musicking). Наредне, 2016, хор је снимио своју прву песму „Цветови из кливлендске баште”, која је добила и видео-спот и постала химна хора. Премијерно је изведена на америчкој телевизији „Фокс” (Fox) и у оквиру „Дана јединственог света”, затим на аустралијском радију „Ес-Би-Ес” (SBS) а у Србији на Радио Београду и Радио-телевизији Србије исте године.
У славу 164 године од рођења Николе Тесле, као део пројекта „Деца Србији” Удружења наставника музичке културе Србије, који је подржала Управа за сарадњу с дијаспором и Србима у региону, Дечји хор „Свети Сава” је са хором „Чаролија” Леонтине Вукомановић, Фолклорном групом „Морава” из Кливленда и Српском школом „Никола Тесла” из Најагара Фолса 2020. снимио песму и видео-спот „Струјно коло”.

### Занимљивости
Заједничком посвећеношћу, Нада је са својом мајком Даницом 2014. покренула циклус изложби барбика обучених у српску народну ношњу. Њих две су направиле тринаест тематских поставки, инспирисаних историјом, традицијом, обичајима и уметношћу, које излажу поводом различитих згода. Међу њима су: „Бој на Косову”, „Српско село”, „Слава”, „Бадње вече”, „Материце”, „Лазарице”, „На уранку”, „Девојка на студенцу” итд.